# Chiesa di Santa Maria delle Grazie a Paradiso
La chiesa di Santa Maria delle Grazie a Paradiso è una chiesa ubicata a Ravello, nella frazione di Torello.

## Storia
Il 21 maggio 1576 Pietro Marciano, presso il notaio Cesare Battimelli, dispose in un testamento la costruzione di una chiesa nella sua vigna: i lavori iniziarono alla fine del XVI secolo per essere completati all'inizio del secolo successivo. Per volere del figlio Vincenzo Marciano venne ampliata nel 1617 mentre nel 1621 furono acquistati sia gli oggetti di culto che gli arredi interni.
Tra il 1726 e il 1753 fu costruito il portico esterno e all'interno vennero edificati i due altari laterali, uno dedicato al Santissimo Crocifisso e l'altro all'Addolorata. Nel 1759 passò al patronato della famiglia Mansi. Nel 1885 fu realizzato l'altare policromo in marmi e eliminato quello del Crocifisso; nel 1895 fu rifatto il tetto che presentava problemi di stabilità e infiltrazioni. Venne restaurata sia all'interno che all'esterno tra il 1999 e il 2004.

## Descrizione
La chiesa è posta lungo la strada che congiunge il borgo di Torello a Maiori: è preceduta da un portico a campata unica con volta a vela ribassata che scarica su due archi a tutto sesto che permette il passaggio della strada; la facciata, in parte occupata dal portico, è a capanna con un solo portale d'ingresso.
Internamente si presenta a navata unica con volta a botte lunettata, con le pareti laterali decorate con stucchi che riproducono archi ciechi e nelle quali si aprono diverse finestre che illuminano l'ambiente. Sul fondo è l'altare maggiore in marmi policromi con tavola Madonna delle Grazie e ai lati le tele di Santa Barbara e Santa Lucia provenienti dal rimosso altare del Crocifisso.